# Син здравец
Синият здравец (Geranium pratense) е многогодишен вид от рода Здравец. Расте по бреговете на реки, край пътища, ливади. Среща се в Европа и Азия, особено в Кавказ, Крим, Сибир, Скандинавския полуостров. Цъфти от юни до септември с дребни сини цветове, които увяхват за два дни и на тяхно място веднага разцъфват нови. Медоносно растение. Надземните части се използват при стомашни болки, камъни и пясък в бъбреците, ревматизъм.